# Schefflera marlipoensis
Schefflera marlipoensis är en araliaväxtart som beskrevs av Chang Jiang Tseng och Gin Hoo. Schefflera marlipoensis ingår i släktet Schefflera och familjen araliaväxter. IUCN kategoriserar arten globalt som akut hotad. Inga underarter finns listade.